# Дискография Burial
Дискография английского продюсера электронной музыки Burial насчитывает два студийных альбома, два сборника, один микс, двенадцать мини-альбомов и десять синглов.
Burial дебютировал в мае 2005 года, выпустив мини-альбом South London Boroughs на лейбле Hyperdub. Его одноименный дебютный студийный альбом вышел в мае 2006 года и был высоко оценён музыкальными критиками за уникальное сочетание стилей тустеп-гэридж, эмбиент, даунтемпо, дабстеп и трип-хоп. После выхода мини-альбомов Distant Lights (2006) и Ghost Hardware (2007) Burial выпустил в ноябре 2007 года свой второй студийный альбом Untrue, получивший признание критиков и занявший 58-е место в хит-параде альбомов Соединённого Королевства и 57-е место в бельгийском хит-параде. Позже Untrue был номинирован на Mercury Prize и Shortlist Music Prize, причём в течение недели после церемонии вручения Mercury Prize продажи альбома выросли на 1004 %.
После выхода Untrue Burial выпустил несколько совместных синглов с другими артистами — «Moth» / «Wolf Cub» с продюсером Four Tet, «Ego» / «Mirror» с Four Tet и музыкантом Томом Йорком, и «Four Walls» / «Paradise Circus» с трип-хоп группой Massive Attack — и выполнил продюсерскую работу над несколькими композициями для альбома британского певца Джейми Вуна Mirrorwriting (2011), а также над треком Kode9 и The Spaceape «Konfusion Dub» 2008 года. В марте 2011 года Burial выпустили мини-альбом Street Halo; Kindred последовал за ним в феврале 2012 года. Единая компиляция двух мини-альбомов была выпущена в феврале 2012 года. С тех пор Burial выпустил несколько мини-альбомов, включая Truant / Rough Sleeper (2012), Rival Dealer (2013), Young Death / Nightmarket (2016) и Subtemple / Beachfires (2017).

## Альбомы

### Студийные альбомы
| Название                                                                                   | Детали                                                                                            | Высшие позиции в чартах | Высшие позиции в чартах | Высшие позиции в чартах | Высшие позиции в чартах | Сертификации   |
| Название                                                                                   | Детали                                                                                            | UK                      | UK Dance                | BEL (FL)                | BEL (FL) Alt.           | Сертификации   |
| ------------------------------------------------------------------------------------------ | ------------------------------------------------------------------------------------------------- | ----------------------- | ----------------------- | ----------------------- | ----------------------- | -------------- |
| Burial                                                                                     | - Дата релиза: 15 мая 2006 - Лейбл: Hyperdub (HDBCD001) - Форматы: CD, LP, цифровая дистрибуция   | —                       | —                       | —                       | —                       |                |
| Untrue                                                                                     | - Дата релиза: 5 ноября 2007 - Лейбл: Hyperdub (HDBCD002) - Форматы: CD, LP, цифровая дистрибуция | 58                      | 4                       | 57                      | 23                      | - BPI: серебро |
| "—" обозначает запись, которая не вошла в чарты или не была выпущена на данной территории. |                                                                                                   |                         |                         |                         |                         |                |

### Сборники
| Название                                                                                   | Детали                                                                                         | Высшие позиции в чартах | Высшие позиции в чартах | Высшие позиции в чартах |
| Название                                                                                   | Детали                                                                                         | UK Dance                | BEL (FL)                | JPN                     |
| ------------------------------------------------------------------------------------------ | ---------------------------------------------------------------------------------------------- | ----------------------- | ----------------------- | ----------------------- |
| Street Halo / Kindred                                                                      | - Дата релиза: 11 февраля 2012 - Лейбл: Beat (BRC320) - Форматы: CD, цифровая дистрибуция      | —                       | 186                     | 185                     |
| Tunes 2011—2019                                                                            | - Дата релиза: 6 декабря 2019 - Лейбл: Hyperdub (HDBCD048) - Форматы: CD, цифровая дистрибуция | 5                       | 190                     | —                       |
| "—" обозначает запись, которая не вошла в чарты или не была выпущена на данной территории. |                                                                                                |                         |                         |                         |

### Миксы
| Название                           | Детали                                                                                              | Высшие позиции в чартах |
| Название                           | Детали                                                                                              | UK Dance                |
| ---------------------------------- | --------------------------------------------------------------------------------------------------- | ----------------------- |
| FabricLive.100 (совместно с Kode9) | - Дата релиза: 28 сентября 2018 - Лейбл: Fabric (FABRIC200) - Форматы: CD, LP, цифровая дистрибуция | 5                       |

### Мини-альбомы
| Название                                                                                   | Детали                                                                                             | Высшие позиции в чартах | Высшие позиции в чартах | Высшие позиции в чартах | Высшие позиции в чартах |
| Название                                                                                   | Детали                                                                                             | BEL (FL)                | JPN                     | USHeat.                 | USDance                 |
| ------------------------------------------------------------------------------------------ | -------------------------------------------------------------------------------------------------- | ----------------------- | ----------------------- | ----------------------- | ----------------------- |
| South London Boroughs                                                                      | - Дата релиза: 16 мая 2005 - Лейбл: Hyperdub (HDB001) - Форматы: 12", цифровая дистрибуция         | —                       | —                       | —                       | —                       |
| Distant Lights                                                                             | - Дата релиза: 28 августа 2006 - Лейбл: Hyperdub (HDB003) - Форматы: 12", цифровая дистрибуция     | —                       | —                       | —                       | —                       |
| Ghost Hardware                                                                             | - Дата релиза: 15 июня 2007 - Лейбл: Hyperdub (HDB004) - Форматы: 12", цифровая дистрибуция        | —                       | —                       | —                       | —                       |
| Street Halo                                                                                | - Дата релиза: 28 марта 2011 - Лейбл: Hyperdub (HDB013) - Форматы: 12", цифровая дистрибуция       | —                       | —                       | —                       | —                       |
| Kindred                                                                                    | - Дата релиза: 13 февраля 2012 - Лейбл: Hyperdub (HDB059) - Форматы: 12", цифровая дистрибуция     | —                       | —                       | —                       | —                       |
| Truant / Rough Sleeper                                                                     | - Дата релиза: 14 декабря 2012 - Лейбл: Hyperdub (HDB069) - Форматы: 12", CD, цифровая дистрибуция | —                       | —                       | —                       | —                       |
| Rival Dealer                                                                               | - Дата релиза: 16 декабря 2013 - Лейбл: Hyperdub (HDB080) - Форматы: 12", CD, цифровая дистрибуция | —                       | 140                     | 5                       | 8                       |
| Young Death / Nightmarket                                                                  | - Дата релиза: 28 ноября 2016 - Лейбл: Hyperdub (HDB100) - Форматы: 12", цифровая дистрибуция      | —                       | —                       | —                       | —                       |
| Subtemple / Beachfires                                                                     | - Дата релиза: 26 мая 2017 - Лейбл: Hyperdub (HDB108) - Форматы: 10", цифровая дистрибуция         | —                       | —                       | —                       | —                       |
| Claustro / State Forest                                                                    | - Дата релиза: 14 июня 2019 - Лейбл: Hyperdub (HDB120) - Форматы: 12", цифровая дистрибуция        | —                       | —                       | —                       | —                       |
| Shock Power of Love (совместно с Blackdown)                                                | - Дата релиза: 29 апреля 2021 - Лейбл: Keysound - Форматы: 12", цифровая дистрибуция               | —                       | —                       | —                       | —                       |
| Antidawn                                                                                   | - Дата релиза: 11 января 2022 - Лейбл: Hyperdub - Форматы: CD, цифровая дистрибуция                | 44                      | —                       | —                       | —                       |
| Streetlands                                                                                | - Дата релиза: 21 октября 2022 - Лейбл: Hyperdub - Форматы: 12", цифровая дистрибуция              | —                       | —                       | —                       | —                       |
| "—" обозначает запись, которая не вошла в чарты или не была выпущена на данной территории. | |                         |                         |                         |                         |

## Синглы
| Название                                                                                   | Детали | Высшие позиции в чартах | Альбом             |
| Название                                                                                   | Детали | BEL(FL) Tip             | Альбом             |
| ------------------------------------------------------------------------------------------ | --- | ----------------------- | ------------------ |
| «Archangel»                                                                                | - Дата релиза: 2007 - Лейбл: Hyperdub - Форматы: CD-R                                                         | 21                      | Untrue             |
| «Ghost Hardware»                                                                           | - Дата релиза: 10 декабря 2007 - Лейбл: Hyperdub - Форматы: цифровая дистрибуция                              | —                       | Untrue             |
| «Moth» / «Wolf Cub» (совместно с Four Tet)                                                 | - Дата релиза: 4 мая 2009 - Лейбл: Text (TEXT006) - Форматы: 12"                                              | —                       | Синглы без альбома |
| «Ego» / «Mirror» (совместно с Four Tet и Thom Yorke)                                       | - Дата релиза: 21 марта 2011 - Лейбл: Text (TEXT010) - Форматы: 12"                                           | —                       | Синглы без альбома |
| «Four Walls» / «Paradise Circus» (совместно с Massive Attack)                              | - Дата релиза: 24 октября 2011 - Лейбл: The Vinyl Factory (VF034), Inhale Gold (INHALEGOLD001) - Форматы: 12" | —                       | Синглы без альбома |
| «Nova» (совместно с Four Tet)                                                              | - Дата релиза: 19 марта 2012 - Лейбл: Text (TEXT013) - Форматы: 12"                                           | —                       | Синглы без альбома |
| «Temple Sleeper»                                                                           | - Дата релиза: 22 января 2015 - Лейбл: Keysound (LDN051) - Форматы: 12", цифровая дистрибуция                 | —                       | Синглы без альбома |
| «Sweetz» (совместно с Zomby)                                                               | - Дата релиза: 29 июля 2016 - Лейбл: Hyperdub (HDB103) - Форматы: 10"                                         | —                       | Ultra              |
| «Rodent»                                                                                   | - Дата релиза: 14 сентября 2017 - Лейбл: Hyperdub (HDB113) - Форматы: 10", цифровая дистрибуция               | —                       | Синглы без альбома |
| «Pre Dawn» / «Indoors»                                                                     | - Дата релиза: 17 ноября 2017 - Лейбл: Nonplus (NONPLUS043) - Форматы: 12", цифровая дистрибуция              | —                       | Синглы без альбома |
| «Her Revolution» / «His Rope» (совместно с Four Tet и Thom Yorke)                          | - Дата релиза: 2 декабря 2020 - Лейбл: XL Recordings (XL1106T) - Форматы: 12"                                 | —                       | Синглы без альбома |
| «Chemz» / «Dolphinz»                                                                       | - Дата релиза: 21 мая 2021 - Лейбл: Hyperdub (HDB134D) - Форматы: 12", цифровая дистрибуция                   | —                       | Синглы без альбома |
| "—" обозначает запись, которая не вошла в чарты или не была выпущена на данной территории. | |                         |                    |

## Другие появления
| Название     | Год  | Дата       | Лейбл                          | Другой артист | Альбом                             |
| ------------ | ---- | ---------- | ------------------------------ | ------------- | ---------------------------------- |
| «Versus»     | 2006 | 30 октября | Planet Mu                      | none          | Warrior Dubz                       |
| «Unite»      | 2007 | 28 мая     | Soul Jazz                      | none          | Box of Dub: Dubstep and Future Dub |
| «Fostercare» | 2009 |            | Hyperdub                       | none          | 5: Five Years of Hyperdub          |
| «Vial»       | 2010 | 15 марта   | Digital Soundboy Recording Co. | Breakage      | Foundation                         |
| «Prophecy»   | 2010 |            | Ghost, Thriller Funk           | El-B          | Nu Levels                          |
| «Lambeth»    | 2014 | 10 ноября  | Hyperdub                       | none          | Hyperdub 10.4                      |
| «Old Tape»   | 2019 |            |                                | none          | HyperSwim                          |
| «Starlore»   | 2019 |            |                                | none          | Konsolation                        |

### Ремиксы
| Название                                 | Год  | Оригинальный исполнитель | Релиз                                                          |
| ---------------------------------------- | ---- | ------------------------ | -------------------------------------------------------------- |
| «Crackle Blues» (Burial Remix)           | 2006 | Blackdown                | «Lata» (сингл)                                                 |
| «Wayfaring Stranger» (Burial Remix)      | 2007 | Джейми Вун               | «Wayfaring Stranger» (сингл)                                   |
| «Where Is Home?» (Burial Remix)          | 2007 | Bloc Party               | «Flux» single                                                  |
| «And It Rained All Night» (Burial Remix) | 2007 | Том Йорк                 | The Eraser Rmxs                                                |
| «Be True» (Burial Remix)                 | 2008 | Commix                   | Re:Call to Mind                                                |
| «Inner City Life» (Burial Remix)         | 2017 | Goldie                   | «Inner City Life (Goldie 2017 Rebuild / Burial Remix)» (сингл) |
| «Deep Summer» (Burial Remix)             | 2017 | Mønic                    | «Deep Summer» (сингл)                                          |
| «Love» (Burial Remix)                    | 2019 | Люк Слэйтер              | Love Remixes                                                   |
| «The Spell» (Burial Mix)"                | 2020 | Чарльз Уэбстер           | «The Spell (ft. Ingrid Chavez)» (сингл)                        |

### Появления на радио
| Название                 | Год  | Примечание                                                  |
| ------------------------ | ---- | ----------------------------------------------------------- |
| «Gaslight»               | 2006 | - Broadcast: 4 April 2006 on Radio 1's Experimental Show    |
| «Rain»                   | 2006 | - Broadcast: 4 April 2006 on Radio 1's Experimental Show    |
| «U Hurt Me (Version)»    | 2006 | - Broadcast: 17 April 2006 on Keysound Radio                |
| «Stairwell»              | 2007 | - Broadcast: 25 May 2007 on Radio 1's Experimental Show     |
| «Feral Witchchild»       | 2007 | - Broadcast: 17 October 2007 on Radio 1's Experimental Show |
| «Archeron»               | 2007 | - Broadcast: 17 October 2007 on Radio 1's Experimental Show |
| «Afterglow»              | 2007 | - Broadcast: 17 October 2007 on Radio 1's Experimental Show |
| «Sinkheart»              | 2007 | - Broadcast: 17 October 2007 on Radio 1's Experimental Show |
| «Speedball 2»            | 2007 | - Broadcast: 17 October 2007 on Radio 1's Experimental Show |
| «Cold Planet»            | 2007 | - Broadcast: 17 October 2007 on Radio 1's Experimental Show |
| «Stay»                   | 2007 | - Broadcast: 17 October 2007 on Radio 1's Experimental Show |
| «True Love VIP»          | 2008 | - Broadcast: 15 February 2008 on Rinse FM                   |
| Untitled                 | 2009 | - Broadcast: 20 February 2009 on Deviation                  |
| Untitled (with Four Tet) | 2013 | - Broadcast: 7 October 2013 on Rinse FM                     |